# Alchemilla curaica
Alchemilla curaica är en rosväxtart som beskrevs av Sergei Vasilievich Juzepczuk. Alchemilla curaica ingår i släktet daggkåpor, och familjen rosväxter. Inga underarter finns listade i Catalogue of Life.